# Marathon van Nagoya 1985
De marathon van Nagoya 1985 werd gelopen op zondag 3 maart 1985. Het was de 6e editie van de marathon van Nagoya. Alleen vrouwelijke elitelopers mochten aan de wedstrijd deelnemen. De Japanse Nanae Sasaki kwam als eerste over de streep in 2:33.57.

## Uitslagen
| rang   | naam               | land | tijd    |
| ------ | ------------------ | ---- | ------- |
| Goud   | Nanae Sasaki       | JPN  | 2:33.57 |
| Zilver | Glenys Quick       | NZL  | 2:34.03 |
| Brons  | Ngaire Drake       | NZL  | 2:36.00 |
| 4      | Midde Hamrin       | SWE  | 2:37.29 |
| 5      | Hiroko Tazaki      | JPN  | 2:37.41 |
| 6      | Magda Ilands       | BEL  | 2:38.52 |
| 7      | Carey Edge         | IRL  | 2:42.41 |
| 8      | Maria Trujillo     | MEX  | 2:43.01 |
| 9      | Laurie Binder      | USA  | 2:44.32 |
| 10     | Yasuko Hashimoto   | JPN  | 2:47.36 |
| 11     | Mami Fukao         | JPN  | 2:47.51 |
| 12     | Misako Miyahara    | JPN  | 2:47.53 |
| 13     | Hisano Yokosuka    | JPN  | 2:47.54 |
| 14     | Antonia Ladanyine  | HUN  | 2:47.54 |
| 15     | Mieko Tajima       | JPN  | 2:48.21 |
| 16     | Gabriela Górzyńska | POL  | 2:48.46 |
| 17     | Sachiko Ishida     | JPN  | 2:49.04 |
| 18     | Chiko Watanabe     | JPN  | 2:49.59 |
| 19     | Karen Bukowski     | USA  | 2:50.10 |
| 20     | Yoshiko Hirohama   | JPN  | 2:51.06 |
| 21     | Takako Kanesashi   | JPN  | 2:53.37 |

1984 ·
1985 ·
1986 ·
1987 ·
1988 ·
1989 ·
1990 ·
1991 ·
1992 ·
1993 ·
1994 ·
1995 ·
1996 ·
1997 ·
1998 ·
1999 ·
2000 ·
2001 ·
2002 ·
2003 ·
2004 ·
2005 ·
2006 ·
2007 ·
2008 ·
2009 ·
2010 ·
2011 ·
2012 ·
2013 ·
2014 ·
2015 ·
2016 ·
2017